# Lynnsha
Софи Джордье (фр. Sophie Jordier; род. 4 января 1979 года, Брест, Франция), более известная как Lynnsha — французская певица в жанрах R&B, зук. Она выпустила четыре альбома: одноимённый Lynnsha (2004), Elle & moi (2008), Île & moi (2013) и Over & Other (2018).

## Биография
Lynnsha начала петь в хоре в возрасте пяти лет, стала ведущей хористкой в афро-карибском хоре, а также пела во французском хоре.
В 1995 году её заметил Kaysha, который нанял её для бэк-вокала для Кима, а затем для его альбома 1998 года «I’m ready» и других работ.
Lord Kossity предложил ей спеть в его песне «Lova Girl» в 2001 году. Она также была представлена в сингле Lady Laistee «Diamant noir» из ее дебютного альбома. После участия в альбоме Admiral T, она была представлена в «Secret Lover» с Вайклефом Жаном и в «Trop de peine» в дуэте с Calbo из группы Ärsenik. Она также была частью музыкального проекта «Dis L’Heure 2 Zouk» и имела большой успех в чартах под названием «Ma rivale», которая достигла номера в SNEP French Singles Chart.
В 2001 году Kaysha знакомит Lynnsha с Passi, который подписывает с ней контракт на свой лейбл ISSAP Productions, где в июне 2004 года она выпустила свой дебютный одноименный альбом Lynnsha. Ее самым успешным синглом стал «Hommes… femmes» из альбома с участием D. Dy. Он достиг 2-го места во французском чарте SNEP, а также попал в чарты Бельгии и Швейцарии.
В мае 2008 года она выпустила свой следующий альбом Elle & moi, имевший относительный успех.
В 2008 году английский певец Крейг Дэвид пригласил её сделать французскую версию песни «Walking Away», в то время как Нек сделал итальянскую версию, Алекс Убаго — испанскую, а Monrose — немецкую.
В 2013 году она выпускает свой третий альбом Île et moi на лейбле Kaysha Sushiraw. Альбом с звучанием её острова, Мартиники.
В 2018 году вышел альбом Over & Other.

## Дискография

### Альбомы
| Год  | Альбом     | Строчки в хит-парадах | Примечания |
| Год  | Альбом     | FR                    | Примечания |
| ---- | ---------- | --------------------- | --- |
| 2004 | Lynnsha    | 116                   | Список композиций: 1. «Homme… Femmes» (Feat D. Dy) 2. «S'évader» 3. «Rendez-Vous (mobash)» 4. «Everybody Say…(prendre le contrôle)» 5. «Tomber à genoux» 6. «Le temps» (Duet With Faudel) 7. «Si loin de toi» 8. «Reflets du passé» (Duet With Passi) 9. «Interlude» 10. «Après les larmes» 11. «Ma rivale» (Feat. Sweety) 12. «Tout Changer» 13. «Outro» 14. «Dip It Low» (Christina Milian featuring Lynnsha) 15. «Je veux juste chanter» |
| 2008 | Elle & moi | 78                    | Список композиций: 1. «L.Y.N.N.S.H.A» 2. «Je veux que tu me mentes» 3. «Ça passe ou ça casse» 4. «En coulisse» 5. «Désolée» 6. «Comme un poisson» 7. «L’amour l’emportera» 8. «Si seulement» 9. «Vie (Je n’attends que toi)» 10. «I’m readex (outro)» 11. «Je promets» 12. «Mon cœur est ma raison» 13. «Juste un mot» 14. «T’as trop déconné»                                                                                              |

### Синглы
| Год  | Сингл                                                                    | Строчки в хит-парадах | Строчки в хит-парадах | Строчки в хит-парадах | Сертификаты | Альбом                           |
| Год  | Сингл                                                                    | FR                    | BEL (Wa)              | SUI                   | Сертификаты | Альбом                           |
| ---- | ------------------------------------------------------------------------ | --------------------- | --------------------- | --------------------- | ----------- | -------------------------------- |
| 2003 | «Trop de peine» (feat. Calbo)                                            | 64                    | –                     | –                     |             |                                  |
| 2004 | «Rendez-vous (Mobach)»                                                   | 44                    | –                     | –                     |             |                                  |
| 2004 | «Hommes… femmes» (feat. D. Dy)                                           | 2                     | 4                     | 31                    |             |                                  |
| 2008 | «Je veux que tu me mentes»                                               | 17                    | –                     | –                     |             |                                  |
| 2013 | «Maldòn» (Tropical Family) (credited to Lynnsha, Fanny J, Louisy Joseph) | 15                    | 15 (Ultratip)         | –                     |             | The covers album Tropical Family |

Участие в
| Год  | Сингл                                       | Строчки в хит-парадах | Альбом |
| Год  | Сингл                                       | FR                    | Альбом |
| ---- | ------------------------------------------- | --------------------- | ------ |
| 2002 | «Diamant noir» (Lady Laistee feat. Lynnsha) | 56                    |        |

Dis L’Heure 2 Zouk
| Год  | Сингл                                                                        | Позиция в хит-парадах | Позиция в хит-парадах | Позиция в хит-парадах | Сертификаты | Альбом |
| Год  | Сингл                                                                        | FR                    | BEL (Wa)              | SUI                   | Сертификаты | Альбом |
| ---- | ---------------------------------------------------------------------------- | --------------------- | --------------------- | --------------------- | ----------- | ------ |
| 2003 | «Ma rivale» (Dis L’Heure 2 Zouk — (Lynnsha — Sweety feat. Jacob Desvarieux)) | 3                     | 24                    | 31                    |             |        |